# Арумунське питання
Арумунське питання (грец. Αρωμουνικό ζήτημα, трансліт. Aromounikó zítima; рум. Chestiunea aromână), також іноді відоме як влаське питання (англ. Vlach question) — назва на позначення нинішнього поділу етнічної спільності арумунів, де одні тяжіють до греків, інші ототожнюють себе з румунами, а ще інші визначають себе як власне арумуни.

## Історія
Грецький вплив глибоко вкорінений в арумунах. Вони завжди були пов'язані з Грецьким патріархатом, який обмежував їхню культурну та економічну діяльність Грецькою церквою. Тому багаті урбанізовані арумуни довгий час були активними пропагандистами грецької мови. У XVII—XVIII сторіччях у різних частинах Південно-Східної Європи ця мова використовувалася як lingua franca, тому, щоб досягти вищого суспільного становища або здобути освіту, доводилося розмовляти нею. У зв'язку із впливовим положенням грецької мови почали заявляти про себе як про етнічних греків не тільки деякі арумуни, а й албанці, болгари та македонські слов'яни. Сила цього впливу була такою, що перші тексти арумунською, написані грецьким алфавітом, сприяли поширенню грецької культури. В центральній Греції було легко еллінізовано багато поселень, для чого не знадобилися політичних чи релігійних рухів.
Розвиток арумунської самобутності почав виявлятися у діаспорі. Ранні арумунські граматики та книжкові тексти більш демонстрували свою «латинську» чи «романську» ідентичність. 1815 року арумуни Буди і Пешта попросили про використання їхньої мови як богослужебної. Це національне відродження мало риси, подібні до багатьох інших відроджень, що відбувалися протягом ХІХ століття. Його підсилили поява та усамостійнення Румунії, яка почала впливати пропагандою на землі, що все ще належали Османській імперії та ініціювати освітню політику серед арумунів Македонії, Фессалії та Епіру. Першу румунську школу було засновано в Трново (нині Північна Македонія) 1864 року, а на початку ХХ ст. у Македонії та Епірі було близько 100 румунських церков і 106 румунських шкіл. Кінець кінцем, багато арумунів приєдналося до румунського руху, який привів до визнання 22 травня 1905 р. закріпленої за арумунами напівавтономної «громади» «Улла Міллет» (тур. Ullah millet «Власький міллет»).
Поява різних ідентичностей арумунів і виникнення їхнього національного питання були зумовлені силою різних балканських національних рухів, особливо грецького і румунського, та постійним втручанням зовнішніх держав у регіоні. Врешті під час боротьби за Македонію розгорівся грецько-румунський конфлікт, що призвів до битв і боїв між арумунами різної орієнтації та розриву грецько-румунських дипломатичних відносин у 1906 р. Під цей час були також проболгарські та проіталійські арумуни, але в менш помітній кількості. Вплив Румунії на арумунів послабився незадовго до Другої світової війни. За панування європейських комуністичних режимів арумунське питання втратило актуальність, але після їх падіння та в силу політики меншин Європейського Союзу, питання стало знову «відкрите».
Арумунській ідентичності вдалося утвердитися в сучасних слов'янських державах (Болгарії, Північній Македонії та Сербії), а також в Албанії, а віднедавна і в самосвідомості нащадків тих арумунів, які мігрували в Румунію з 1940 р., оскільки ті, хто мігрував раніше, переважно асимільовані. У Греції також є місцевості, де арумуни підтримують свою культуру, особливо в районах Гревени, Верії та поблизу Афін. Ці сучасні прогрецькі арумуни часто ототожнюють себе з грецькою культурою і демонструють неприйняття румунської, тоді як сучасні прорумунські арумуни вважають себе частиною румунської етнічної групи з відмінним діалектом тієї самої мови, відмежовуючись від грецької культури.